# Filsbäck
Filsbäck is een plaats in de gemeente Lidköping in het landschap Västergötland en de provincie Västra Götalands län in Zweden. De plaats heeft 647 inwoners (2005) en een oppervlakte van 53 hectare. De plaats ligt aan het Vänermeer.